# شرکت نفت مناطق مرکزی ایران
شرکت نفت مناطق مرکزی ایران شرکت نفت و گاز ایرانی است، که در زمینه تولید، فرآورش و انتقال نفت خام، گاز طبیعی، همچنین تولید میعانات گازی فعالیت می‌کند. این شرکت در سال ۱۳۷۸ از دارایی‌ها، چاه‌ها، تأسیسات و میدان‌های نفت و گاز شرکت ملی مناطق نفت‌خیز جنوب، مستقر در بخش غربی و مناطق مرکزی کشور، به‌عنوان شرکت تابعه‌ای از شرکت ملی نفت ایران تأسیس شد.
ظرفیت تولید نفت خام شرکت نفت مناطق مرکزی ایران به‌طور میانگین معادل ۱٨۰ هزار بشکه در روز است و پس از شرکت ملی مناطق نفت‌خیز جنوب، شرکت نفت و گاز اروندان و شرکت نفت فلات قاره ایران، به‌عنوان چهارمین تولیدکننده نفت کشور شناخته می‌شود. این شرکت با تولید ٢۰۰ میلیون متر مکعب گاز طبیعی در روز، دومین تولیدکننده گاز ایران به‌شمار می‌آید. شرکت نفت مناطق مرکزی ایران هم‌اکنون مدیریت تولید و بهره‌برداری از ۴۵ میدان گازی، ۲۴ میدان نفتی و ۲ میدان نفتی-گازی (در مجموع ۷۱ میدان) در ۱۱ استان را برعهده دارد.  مهندس پیمان ایمانی در ۲۸ شهریور ۱۴۰۳ به‌عنوان مدیرعامل شرکت نفت مناطق مرکزی ایران و مدتی بعد مهندس جعفر فیض ثانی در سمت مدیر مالی شرکت به عنوان ریاست هیئت مدیره منصوب گردید.